# Fender Dodicaster
La Fender Dodicaster è una chitarra elettrica creata da Fender per Dodi Battaglia nel 1997, sulle specifiche del chitarrista stesso.

## Descrizione
Progettata insieme a Pierpaolo Adda, questa Stratocaster prodotta in due esemplari è stata il modello di partenza per la signature model che Fender ha realizzato e messo in commercio in edizione limitata in 150 esemplari. Al 12° tasto, a differenza del modello in commercio con i tradizionali due dot neri, il modello per Battaglia presenta il nome Dodi.
Si tratta di una chitarra con specifiche personalizzate: manico in acero figurato a pezzo unico con tastiera ricavata a 22 tasti, corpo in frassino con top in acero fiammato azzurro (sapphire blue transparent), battipenna in madreperla, hardware e viterie dorati, e ponte Floyd Rose. Monta tre pick-up Seymour Duncan: un single coil al manico e uno al centro, e un humbucker SH-JB splittabile al ponte. È inoltre dotata di controllo volume e due toni, un selettore a cinque posizioni e un selettore a due posizioni per lo split dell'humbucker.
Con questa chitarra, Dodi Battaglia ha inciso l'album Un posto felice nel 1999.
Una delle due Fender Dodicaster originali è stata donata nel 1999 all'associazione Anima Universale e venduta a un'asta di beneficenza su Canale 5 per venti milioni di lire. Uno dei modelli è stato inoltre rubato nel 2006, durante un imponente furto di oltre un milione di euro di strumenti musicali.